# Eleanor Passage
De Eleanor Passage is een korte zeestraat in het westen van Brits-Columbia in Canada.

## Geografie
De zeestraat heeft een lengte van ongeveer twee kilometer en ligt tussen de zuidpunt van het Tsimpsean Peninsula van het vasteland van Canada in het noorden en De Horsey Island in het zuiden. In het noordwesten sluit ze aan op de in het verlengde liggende Inverness Passage en de zuidwaarts gaande De Horsey Passage. In het zuidoosten mondt ze uit in de Telegraph Passage op de plaats waar de Skeena overgaat in de Telegraph Passage.
Het waterlichaam ligt in de mariene ecoregio Noord-Amerikaans Pacifisch Fjordland.

## Geschiedenis
De oorsprong van de naam is onduidelijk en werd in 1912 voor het eerst gepubliceerd.